# ムスタファ・アリ
ムスタファ・アリ（Mustafa Ali、1986年3月28日 - ）は、米国のプロレスラー。かつてはWWEやIWAやDREAMWAVEで活躍し、現在はフリーランスで新日本プロレスなどで活躍。

## 来歴

### インディー団体
2008年にIWAでプリンス・ムスタファ・アリの名前で登場。それ以前まではBCWやNWAなどでプリンス・アリやALTOの名前で活動。
2009年には、フリップ・ケンドリック、ルイス・リンドン、アメージング・レッドとフェイタル4ウェイ戦で勝利し、JAPWライトヘビー級王座を獲得。
2016年に入ってから頭角を現しだし、DREAMWAVEなどで3つもベルトを獲得する。
2023年12月よりフリーブッキングを受け始める。
2024年1月13日に新日本プロレスがカリフォルニア州サンノゼのサンノゼシビックで開催したBattle in the Valleyにて高橋ヒロムに挑戦を表明。
2024年4月12日新日本プロレスがシカゴで開催したWindy City Riotにて高橋ヒロムと対戦し勝利する。

### WWE
2016年、WWEクルーザー級クラシックにパキスタン出身として参加。1回戦でリンセ・ドラドと対戦するも敗北。
12月12日、205 Liveに初登場。リンセ・ドラドと対戦しダブルカウントアウトで終わる。その後Mr.450を相手に本格デビューしリバース450°スプラッシュで勝利。
2019年3月にリングネームをアリ（Ali）へとマイナーチェンジ。9月にはWWE・IC王座を当時保持していた中邑真輔と王座戦を行うが敗北を喫する。2020年7月にロウからスマックダウンへ移籍することが正式に発表された。
2021年アリは、WWEに退団要求をしたが、ビンス・マクマホンは、要求を拒否した。
2023年9月にWWEを解雇となった。

## 得意技

### フィニッシュ・ホールド
054
リバース450°スプラッシュ。205 Live時代のフィニッシャー。
450°スプラッシュ
コウジクラッチ
うつ伏せ状態の相手の首元に肩固めの体勢で組み付き、自らの左足を相手の頭部に引っ掛け、その左足と首を同時に抱え込むように両手でクラッチして頸動脈を締め上げる足掛け式の変形肩固め。
アリがヒールターン後の2020年11月から新技で使用。

### その他得意技
バックスタバー
通常、カウンター、雪崩式の３種類を使用。
ローリング・サンダー式ネックブリーカー
自ら、トップロープとセカンドロープの間から飛び込み、ローリング・サンダーで前転で回り込んで相手の背後に飛び付くネックブリーカー。
シットアウト・フェイスバスター
自ら、トップロープとセカンドロープの間から飛び込み、ローリング・サンダーで前転で回り込んで両手で相手の頭を掴み、自らはジャンプして開脚で着地、その流れで相手の顔面をマットに叩きつけるシットアウト・フェイスバスター。
リバース・フランケンシュタイナー
スーパーキック
ドロップキック
トルネードDDT
スパニッシュフライ
コーナートップで相手と向かい合った状態で首をロックし、その体勢のまま自分がムーンサルトプレスを行うことで相手が強烈に背中から叩きつけられる技。

## 入場曲
- Put Em Up
- Go Hard（feat. Maino）
- Disruptor - 現在使用中

## タイトル
JAPW
- JAPWライトヘビー級王座 : 1回

DREAMWAVE
- DREAMWAVE世界王座 : 1回
- DREAMWAVEオルタナティブ王座 : 1回

PGP
- PGPフランシーズ王座 : 1回

FW
- FW王座 : 1回

TNA
- TNA Xディヴィジョン王座 : 1回